# Американский сыр

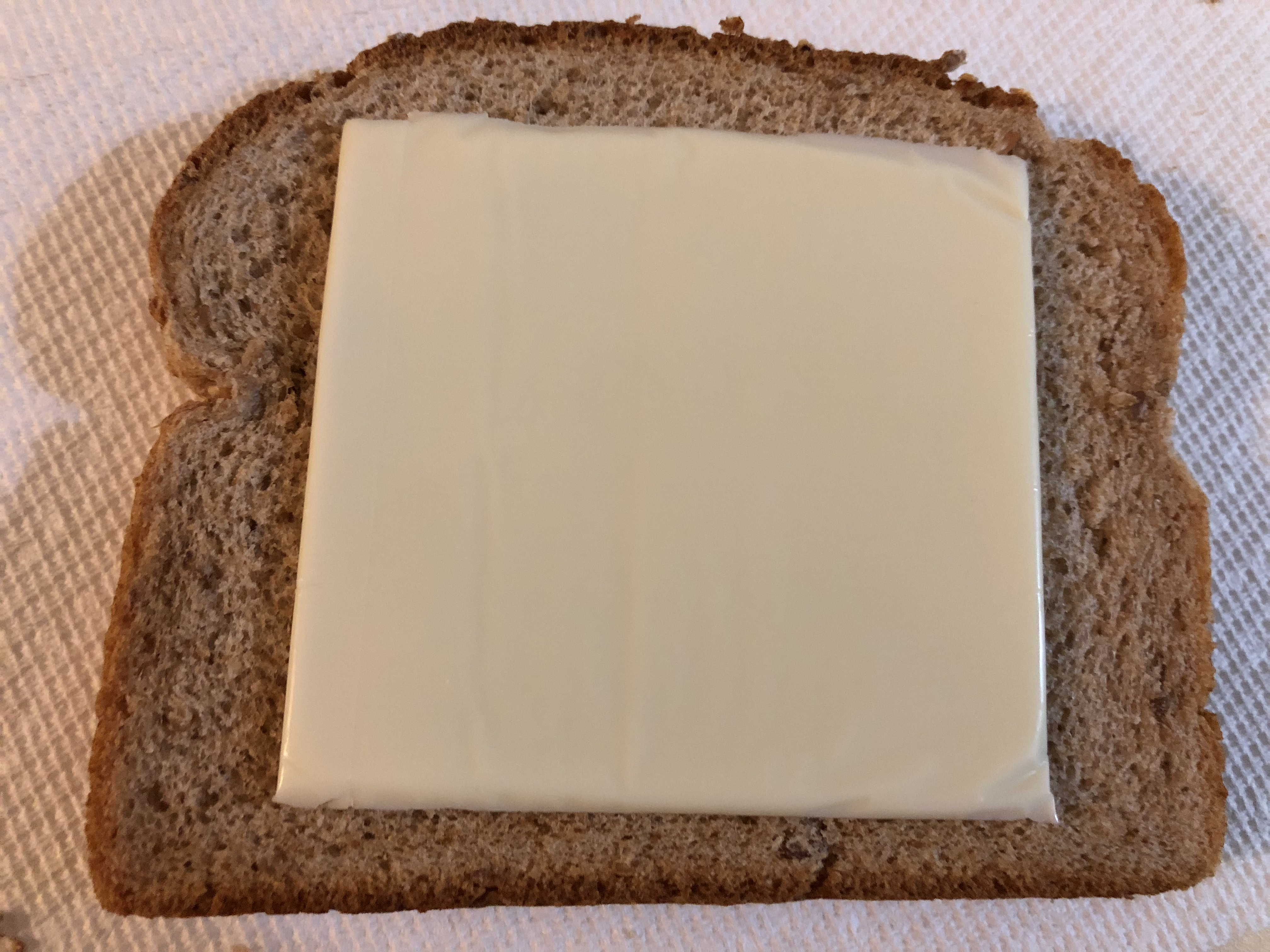
Ломтик американского сыра на ломтике чёрного пшеничного хлеба

Америка́нский сыр (англ. American cheese [əˌmerɪkən ˈtʃiːz]) — молочный продукт, плавленый сыр американского происхождения, изобретённый в 1910-х годах; изготавливается из смеси сыров (чаще всего колби, чеддера и других) с добавлением вкусовых добавок и наполнителей путём плавления сырной массы при температуре 75—95 °C. По вкусу мягкий, со сливочным и солёным оттенком, имеет средне-твёрдую консистенцию и низкую температуру плавления. 
Американский сыр преимущественного оранжевого, жёлтого или белого цвета; оранжевый и жёлтый приправляют и окрашивают с помощью пищевого красителя аннато. Преимуществами такого продукта перед натуральным сыром являются: устойчивость к нагреванию без разжижения и расслоения на составные компоненты и дешёвость; недостатком является невыразительный вкус.

## Терминология
По словам Роберта Брауна, автора «Полной книги о сыре» («The Complete Book of Cheese»), то, что в Америке называлось «жёлтым сыром» или «магазинным сыром», в Англии было известно как «американский чеддер» или «чеддер янки». В Оксфордском словаре английского языка первое известное употребление «американского сыра» зафиксировано в 1804 году в газете The Guardian of Freedom из Франкфорта, штат Кентукки. 

## История создания
Британские колонисты стали производить сыр чеддер вскоре после своего прибытия в Северную Америку. К 1790 году чеддер американского производства уже экспортировался обратно в Англию. 
Плавленый сыр был впервые изобретён в 1911 году швейцарским учёным Уолтером Гербером. Вскоре американский предприниматель Джеймс Л. Крафт, запатентовав в 1916 году новый метод производства плавленого сыра, начинает его продажу в конце 1910-х годов, после чего термин «американский сыр» быстро стал относиться к плавленому сорту сыров вместо традиционных, таких как более дорогой чеддер, который также производился и продавался в США.

## Процесс изготовления

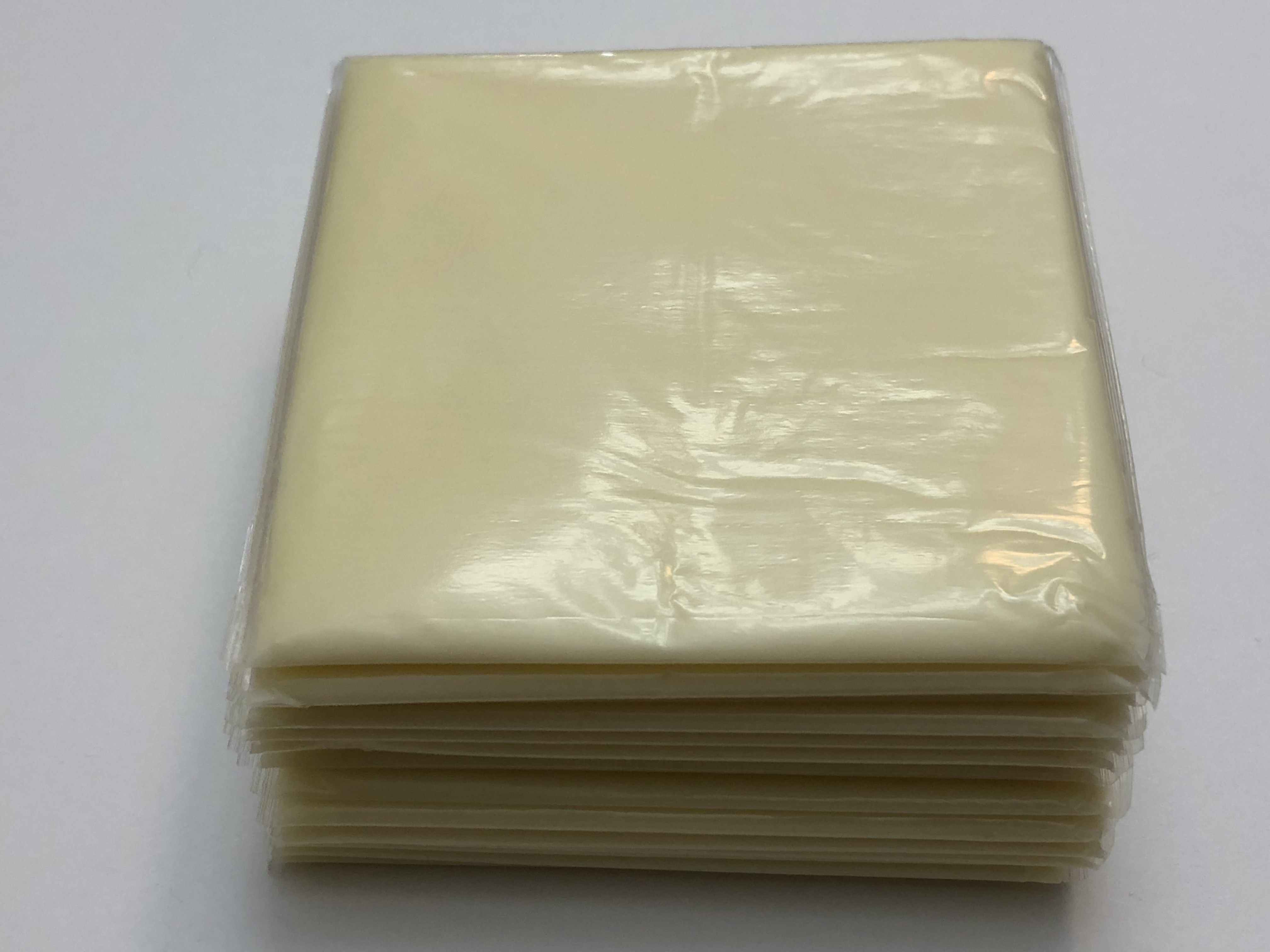
Стопка из 16 ломтиков американского сыра в «индивидуальных» упаковках

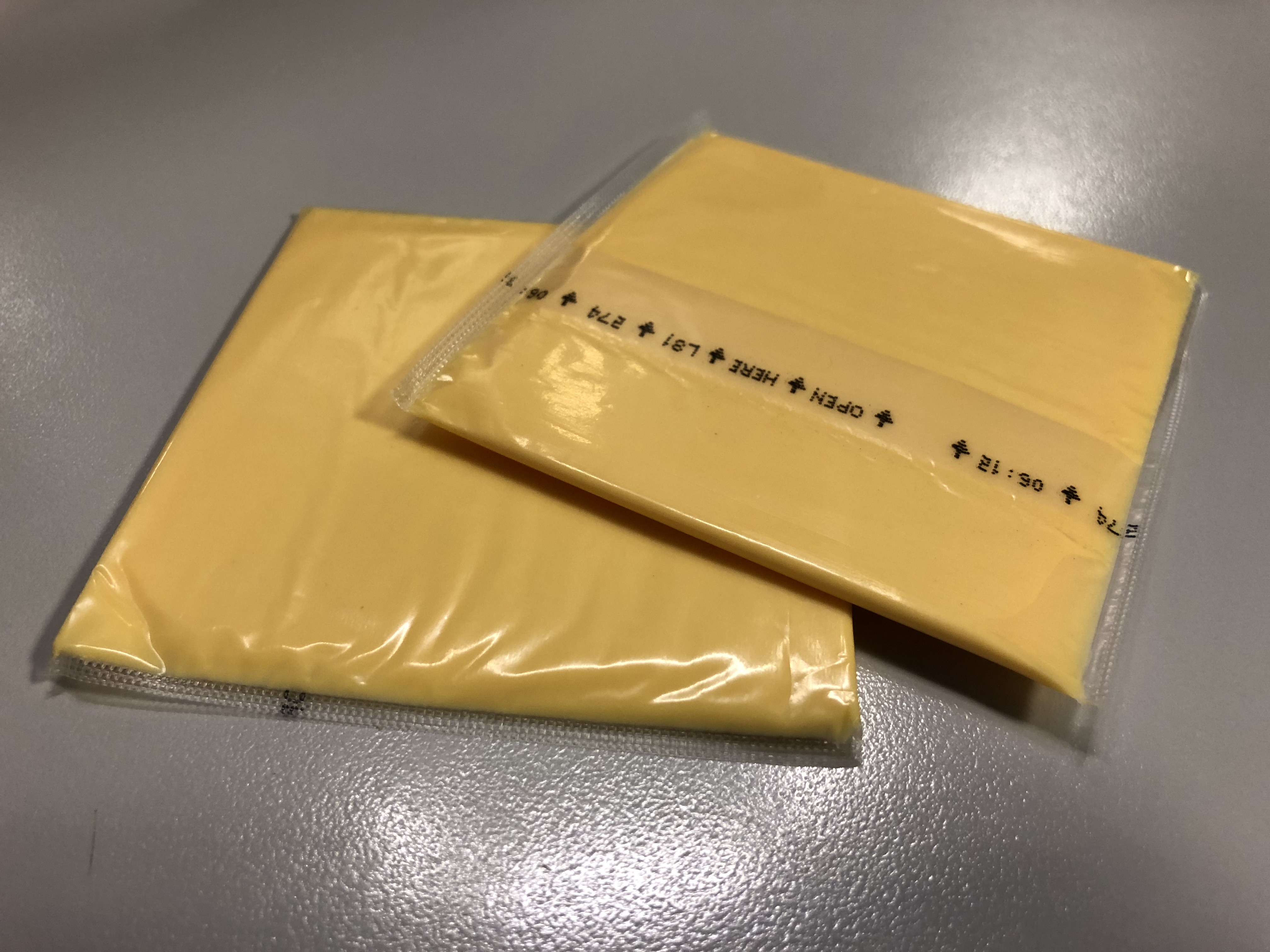
Два ломтика американского сыра в «индивидуальных» упаковках

Традиционный сыр измельчают, соединяют с эмульгаторами и другими ингредиентами, перемешивают и нагревают до образования плавленой однородной смеси. Для пастеризации сырная смесь должна быть нагрета до температуры не менее 66 °C (150 °F) в течение не менее 30 секунд. Требования к составу плавленого американского сыра контролируют процентное содержание молочного жира, влаги, со́ли и значение pH в конечном продукте, а также спецификации по вкусу, форме и текстуре, цвету и плавкости.
Плавленый американский сыр упаковывается в виде ломтиков в «индивидуальной» пластиковой упаковке, в виде развёрнутых ломтиков, продаваемых в стопках, или в виде блоков без нарезки. Ломтики в индивидуальной упаковке формируются из плавленого сыра, который затвердевает только между обёрточным материалом; эти ломтики, продаваемые как «американские синглы», обычно меньше всего похожи на традиционный сыр. Блоки американского сыра более похожи на традиционный сыр и нарезаются на заказ на прилавках деликатесов.

## Рынок сбыта
В 2018 году граждане США купили американского сыра на сумму около 2,77 млрд долларов, однако популярность сыра падала, и, по данным Bloomberg News, прогнозировали, что в 2018 году продажи упадут на 1,6 %. Средняя цена фунта американского сыра была ниже 4 долларов (8,82 доллара/кг) впервые с 2011 года.